# Canthidium imperiale
Canthidium imperiale är en skalbaggsart som beskrevs av Edgar von Harold 1876. Canthidium imperiale ingår i släktet Canthidium och familjen bladhorningar. Inga underarter finns listade.